# الامان میرزا
الامان میرزا (۱۵۲۸ تا ۱۵۳۶ م) یک شاهزاده گورکانی و بزرگترین پسر همایون، امپراتور گورکانیان هند از همسر اولش بیگه بیگم بود.

## زندگی

### تولد
الامان میرزا در بدخشان افغانستان کنونی به عنوان اولین فرزند همایون چشم به جهان گشود.

### درگذشت
او به عنوان  بزرگترین پسر همایون وارث بلافصل پدرش می‌شد اما با مرگ وی در کودکی این وراثت به برادر دیگر الامان، اکبر رسید.